# Партија косовских Срба
Партија косовских Срба је политичка странка српске мањине у Републици Косово. Странку предводи бивши лидер Српске листе Александар Јаблановић.

## Историја
Александар Јаблановић је раније био министар за заједнице и повратак у Влади Косова. Тада га је премијер Иса Мустафа разрешио дужности у фебруару 2015. године након изјаве у којој је, како је оценио, вређао опозициони покрет "Самоопредељење" и невладину организицију "Позиви мајки" називајући их "дивљацима" јер су гађали аутобус са Србима који је ишао на гробље у Ђаковици. Након тог инцидента, Јаблановић је прешао у Министарство за рад, запошљавање, борачка и социјална питања при Влади Србије, а после инцидента са братом поднео је оставку.
Партија косовских Срба коју предводи Александар Јаблановић основана 6. априла 2017. године и регистрована 15. маја 2017. године.
У јуну 2017. године забележени су случајеви сукоба између ПКС-а и чланова Српске листе.
На косовским парламентарним изборима 2017. године Партија косовских Срба освојила је само 2126 гласова, а одбили су да учествују на вандредним локалним изборима за градоначелнике у општинама на северу у мају те године.
Странка је учествовала и на парламентарним изборима 2019. године, али је изгубила од Српске листе освојивши само 816 гласова.
У новембру 2022. године, током кризе на северу Косова, након разговора са председницом Косова Вјосом Османи, странка је одлучила да прекине бојкот локалних избора и да учествује на њима.